# 北滘停车场
北滘停车场是佛山地铁3号线其中一个车辆基地，位于中国广东省佛山市顺德区北滘镇佛山一环以东、潭洲水道以南、林上路以北的围合区域，与广佛环线北滘综合检修基地相邻。该停车场沿南北向布置，最长约1,350米，最大宽度约220米，总建筑面积达18.5万平方米。停车场与高村站接轨。

## 基本信息
北滘停车场共设置停车列检20列位，周月检2列位。该停车场工程范围包括：工艺、给排水及消防系统、自动灭火、通风空调系统、动力照明系统、火灾自动报警系统（FAS）、环境与设备监控系统（BAS）、厨房、燃气等专业；承担3号线电客车、工程车的停放、整备、调试、检修及行车设备设施、机电设备设施维护检修等工作。

## 历史
- 2021年6月29日，北滘停车场咽喉区主体结构顺利封顶[2]。
- 2021年11月29日，北滘停车场主体结构顺利封顶[3]。
- 2022年7月21日，北滘停车场系统专业子单位工程正式通过验收[4]。